# Sludianka

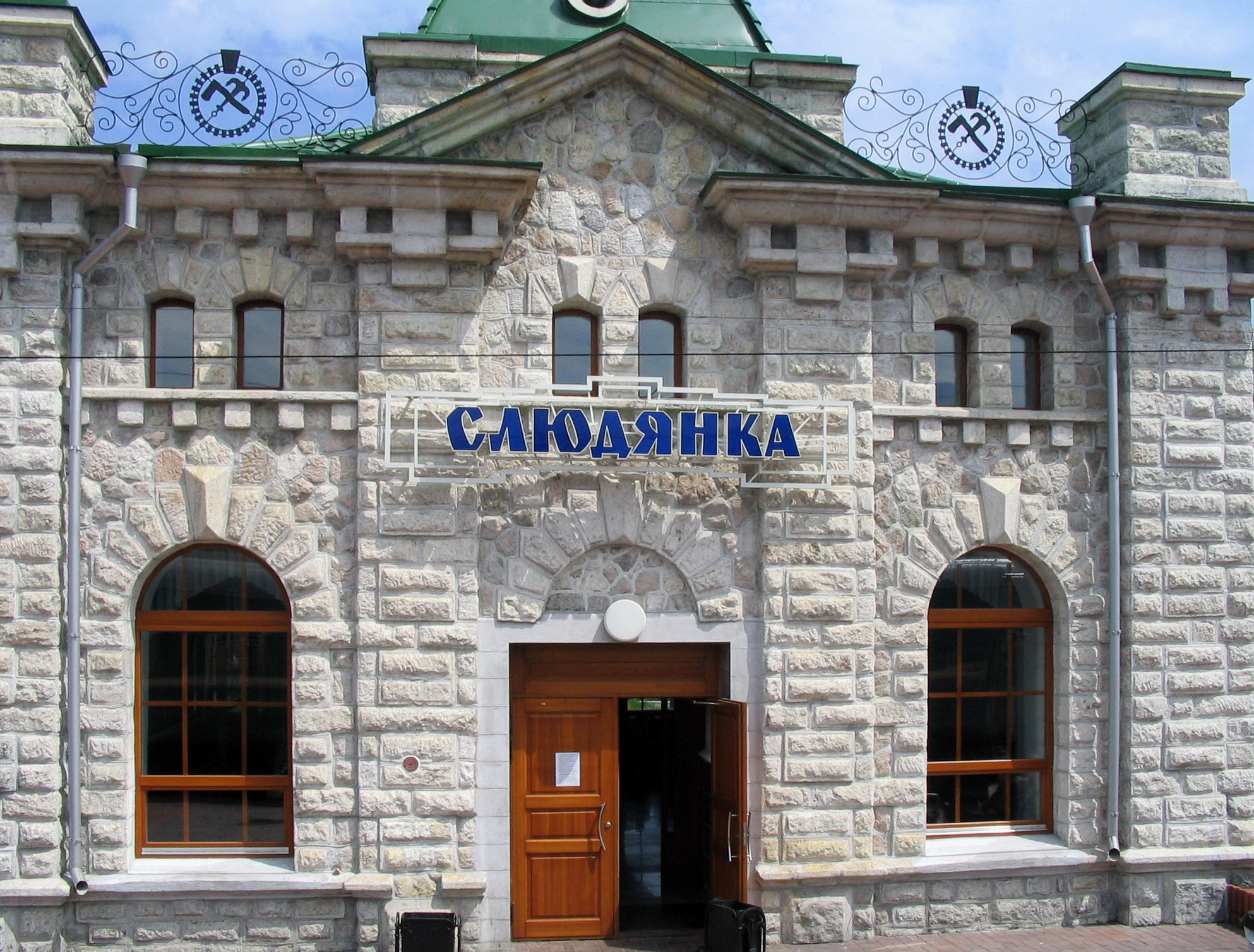
Stacja kolejowa Sludianka na trasie kolei transsyberyjskiej

Sludianka (ros. Слюдянка) – ośrodek rejonu sludiańskiego obwodu irkuckiego Rosji, na zachodnim krańcu jeziora Bajkału, u stóp gór Chamar-Daban.
Nazwa miejscowości pochodzi od rosyjskiej nazwy miki (ros. слюда), która występuje w miejscowych skałach i była w przeszłości wydobywana.
Miasto zostało założone w 1905 r., a prawa miejskie otrzymało w 1936 r.
W pobliskiej wsi Kułtuk 24 czerwca 1866 wybuchło nieudane powstanie zabajkalskie przeprowadzone przez polskich zesłańców. Walki toczyły się także w okolicach Sludianki. W osadzie, pod koniec XIX wieku powstał polski kościół katolicki, zniszczony w czasie ZSRR. Zachował się z niego granitowy krzyż przechowywany w muzeum Zigałowa.
W przeszłości działała tu podziemna kopalnia apatytu i flogopitu, zamknięta w latach 60. XX wieku. Wydobywane tu apatyty miały zastosowanie głównie w przemyśle, ale także miały na tyle dobrą jakość, że było to jedyne w Rosji stanowisko apatytów wykorzystywanych w jubilerstwie. Obecnie czynne są dwa kamieniołomy białego prekambryjskiego marmuru wykorzystywanego w produkcji cementu, a także jako kamień ozdobny i budowlany. Działa też zakład przetwórstwa rybnego.
Sludianka jest też stacją kolejową kolei transsyberyjskiej (budynek stacji zbudowany jest z litych bloków marmuru). Zlokalizowana jest tam także przystań nad Bajkałem.
Jest to także miejscowość turystyczna. Ze względu na połączenie kolejowe, autobusowe i samochodowe z Irkuckiem i wschodnią częścią rejonu jest ona bazą wypadową w góry Chamar-Daban, m.in. na Szczyt Czerskiego (2090 m n.p.m.).
Miejscowość jest także odwiedzana przez poszukiwaczy minerałów, ze względu na występujące tu apaty, miki, spinele szlachetne, diopsydy wydobywane nielegalnie z podziemnych wyrobisk zamkniętej kopalni oraz legalnie z kamieniołomów.
W Sludiance znajduje się prywatne Muzeum Mineralogiczne W. A. Zigałowa (Samacwiety Bajkała), specjalizujące się w gromadzeniu minerałów (zebrano tam ponad 3000 rodzajów minerałów).
W miejscowości tej znajduje się również stacja końcowa zabytkowej linii kolejowej Bajkał - Sludianka.